# Роберт Клаусс
Роберт Клаусс (нім. Robert Klauß, нар. 1 грудня 1984, Еберсвальде) — німецький футболіст, що грав на позиції нападника. Як футболіст виступав у низці нижчолігових німецьких клубів. По завершенні ігрової кар'єри — тренер, відомий за роботою в низці німецьких і австрійських клубів.

## Клубна кар'єра
Як футболіст Роберт Клаусс розпочав виступи на футбольних полях у 2005 році в нижчоліговій німецькій команді «Штраузберг», пізніше в 2006—2009 роках грав у складі команди «Маркранштедт», на основі якої в 2009 році виник клуб «РБ Лейпциг», у якому Клаусс у сезоні 2009—2010 років зіграв 1 матч. У 2010—2013 роках футболіст, уже розпочавши тренерську кар'єру, грав у складі команди «Тауха 99». Пізніше одночасно з тренерською роботою Клаусс ще кілька разів грав у складі клубу «Маркранштедт».

## Кар'єра тренера
Ще продовжуючи грати на полі, у 2010 році Роберт Клаусс увійшов до тренерського штабу клубу «РБ Лейпциг», де на різних посадах працював до 2020 року.
У 2020 році Роберт Клаусс став головним тренером команди «Нюрнберг», у якій тренер працював до 2022 року.
20 листопада 2023 року Роберт Клаусс очолив австрійський клуб «Рапід» (Відень), уклавши контракт на 3 роки. Проте 24 квітня 2025 року німецького тренера звільнили з посади головного тренера «Рапіда» через незадовільні результати виступів команди.